# Душко Жарковић
Душко Жарковић (Бенковац, 26. јануар 1968) је пензионисани генерал-потпуковник и бивши командант Ратног ваздухопловства и противваздухопловне одбране војске Србије.

## Образовање
- Високе студије безбедности и одбране, 2018. године.
- Генералштабно усавршавање, 2006. године.
- Генералштабна школа ВЈ, 1999. године.
- Војна академија, смер артиљеријско-ракетне јединице ПВО, 1990. године.
- Општа средња војна школа, 1986. године.

## Досадашње дужности
- Командант Ратног ваздухопловства и ПВО
- Начелник Управе за оперативне послове (Ј-3), Генералштаб Војске Србије
- Заменик команданта Ратног ваздухопловства и ПВО
- Командант 250. ракетне бригаде за ПВД
- Начелник штаба Команде Ваздухопловства и ПВО
- Помоћник команданта Ваздухопловства и ПВО за операције
- Начелник Одељења за оперативне послове, Команда Ваздухопловства и ПВО
- Начелник Одсека за оперативне послове и борбена дејства, Команда Ваздухопловства и ПВО
- Референт у Одсеку ПВО, Команда Корпуса ПВО
- Заступник команданта самоходног ракетног пука
- Начелник штаба самоходног ракетног пука
- Начелник одсека за оперативно-наставне послове у команди самоходног ракетнога пука
- Командир самоходне ракетне батерије
- Командир командног вода у средњој самоходној ракетној батерији

## Напредовање
- потпоручник 1990. године
- поручник 1991. године
- капетан 1994. године
- капетан прве класе 1996. године
- мајор 2000. године
- потпуковник 2003. године
- пуковник 2008. године
- бригадни генерал 2012. године
- генерал-мајор 2018. године
- генерал-потпуковник 2021. године